# Detroit People Mover
De Detroit People Mover is een lichte metrolijn die door het (zuidelijke deel van het) centrum van Detroit ("downtown Detroit") rijdt. De lijn heeft kenmerken van een metro en een people mover. De People Mover rijdt een rondje van 4,7 kilometer langs 13 stations. Daarbij wordt onder andere het financiële district, Greektown en de Joe Luis-arena aangedaan. De lijn wordt beheerd door het transportbedrijf van de gemeente. In 2013 is begonnen met de bouw van The Woodward Avenue Light Rail die de People Mover moest verbinden met het noordelijke deel van het stadscentrum.

## Achtergrond
De eerste plannen voor de People Mover dateren uit 1966. Er zou aanvankelijk sprake zijn van een breder opgezet railsysteem dat de hele stad zou bedekken. Daar bleek uiteindelijk geen budget voor beschikbaar te zijn.  De lijn werd met geld van de federale overheid gebouwd en geopend in 1987. 
Het aantal dagelijkse gebruikers van de lijn werd geschat op 67.700. In het eerste jaar waren het er slechts 11.000. In de jaren daarna werd dat niet veel beter. De lijn heeft een capaciteit om jaarlijks 15 miljoen mensen te vervoeren, maar het aantal gebruikers ligt op ongeveer twee miljoen. De stad Detroit moet jaarlijks miljoenen dollars bijleggen om de lijn gaande te houden.
In mei 2016 maakte de People Mover haar eerste dodelijke slachtoffer. Bij het instappen viel een man tussen twee wagons in op de rails en werd overreden.

## Stations
| Station                    |
| Broadway Station           |
| Grand Circus Park Station  |
| Times Square Station       |
| Michigan Avenue Station    |
| Fort/Cass Station          |
| Cobo Center Station        |
| Joe Louis Arena Station    |
| Financial District Station |
| Millender Center Station   |
| Renaissance Center Station |
| Bricktown Station          |
| Greektown Station          |
| Cadillac Center Station    |